# Georgenberg (Bad Rodach)
Der Georgenberg ist ein etwa 2 km südwestlich von Bad Rodach gelegener Berg. Er besitzt zwei Kuppen, den 403 m ü. NHN hohen Großen Georgenberg mit dem Aussichtsturm Henneberger Warte und 550 m nördlich den Kleinen Georgenberg mit einer Höhe von etwa 355 m. Namenspatron des Berges ist der heilige Georg, der Schutzpatron des Klosters Georgenberg, einer auf dem Großen Georgenberg im 12. Jahrhundert errichteten Außenstelle des Klosters Veßra.

## Henneberger Warte
Die Henneberger Warte ist ein 1987 fertiggestellter 30 m hoher Aussichtsturm, der bis heute geöffnet ist. Bei gutem Wetter lassen sich von seiner Aussichtsplattform zahlreiche Landmarken in Bayern sowie in Thüringen erkennen. Beispielsweise den Thüringer Wald, die Veste Coburg, Kloster Banz, den Staffelberg oder die Veste Heldburg. Ende 2017 wurde der Aussichtsturm in Egbert-Friedrich-Aussichtsturm – Henneberger Warte umbenannt, nach dem Kommunalpolitiker, Schulleiter und Heimatforscher Egbert Friedrich, auf dessen Initiative der Turm gebaut worden war.

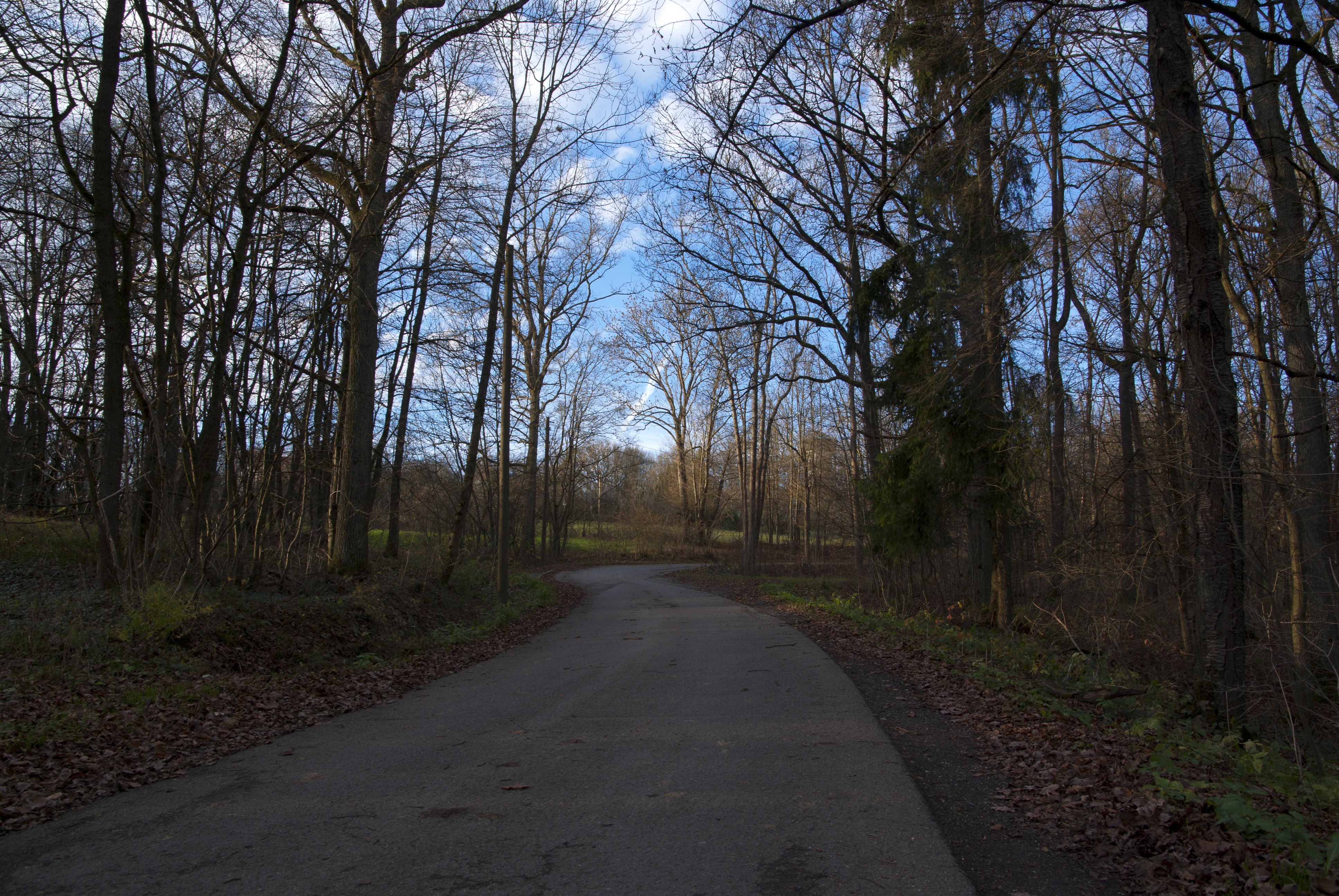
Zufahrt zum Turm
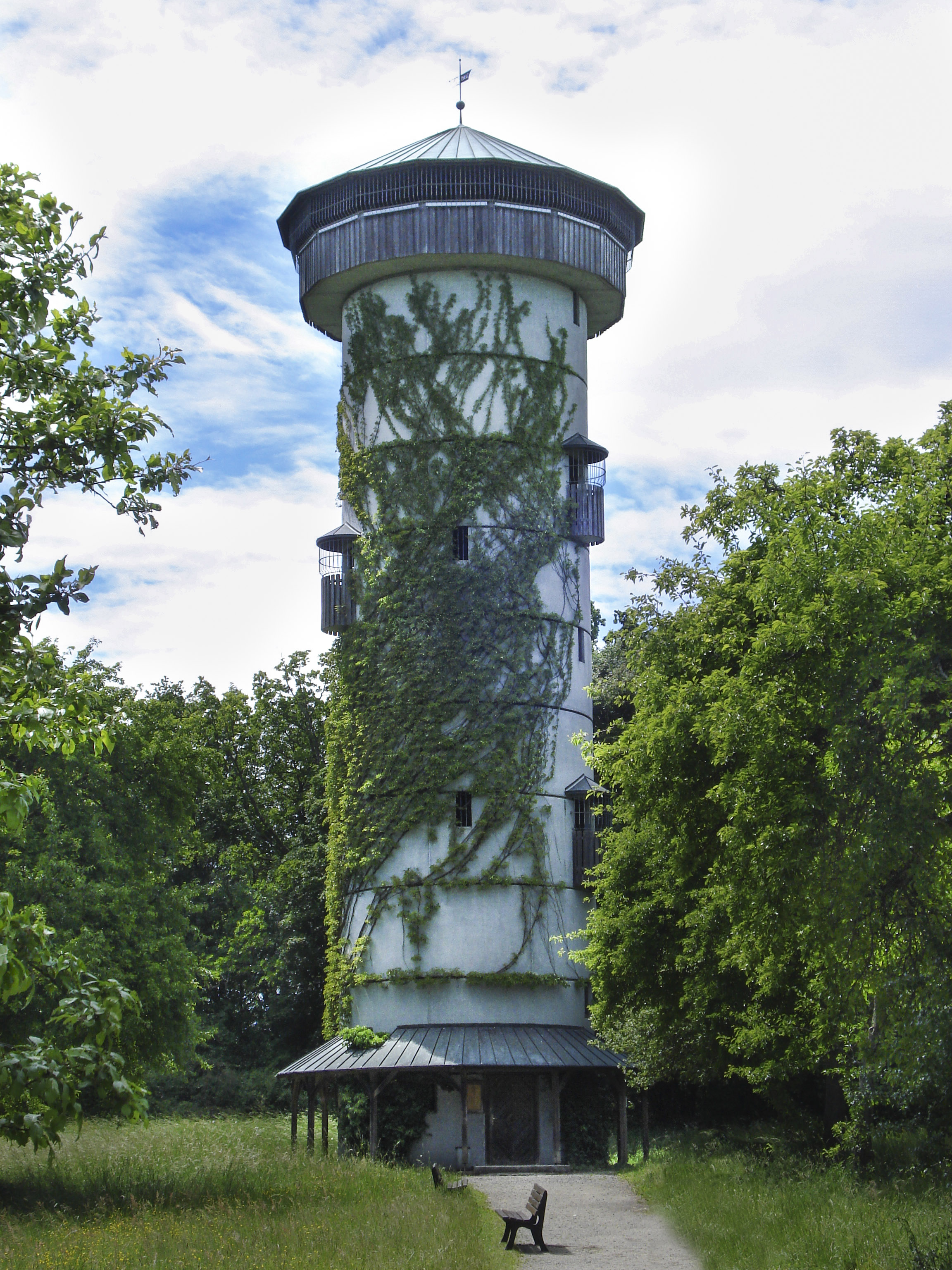
Die Henneberger Warte
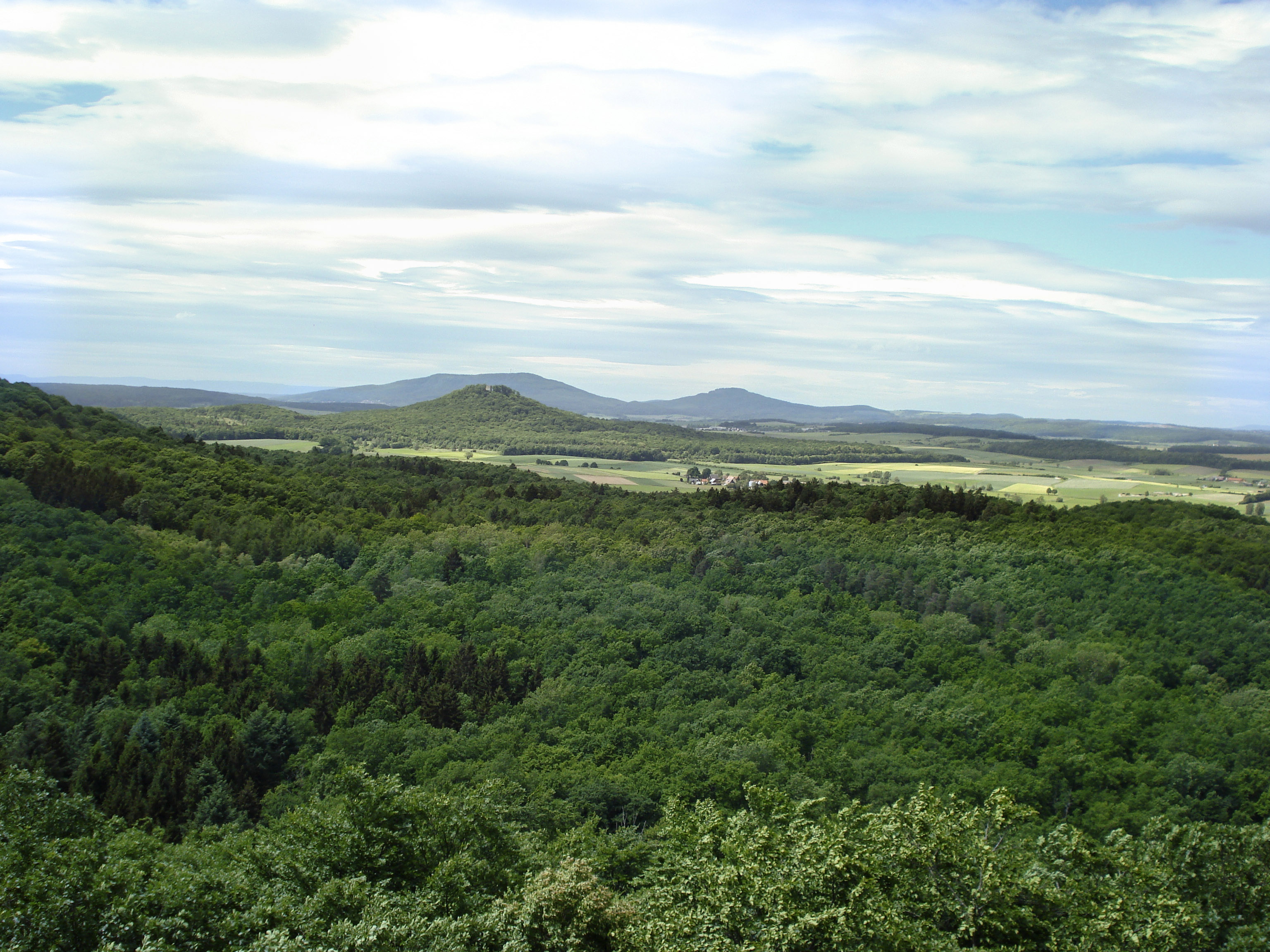
Ausblick von der Warte in Richtung Burgruine Straufhain
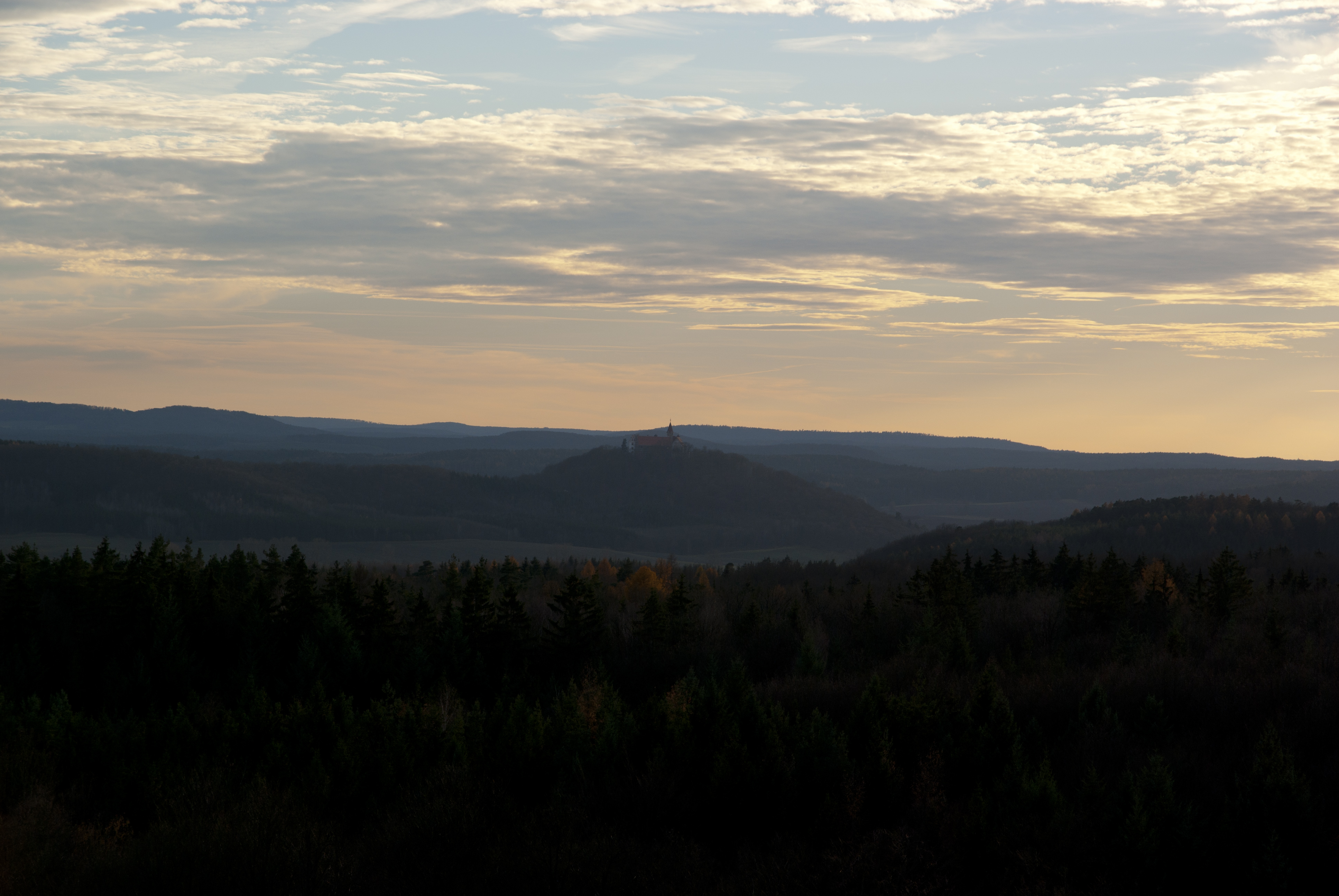
Veste Heldburg am Abend